# Dekanatskirche Mariä Himmelfahrt (Žatec)

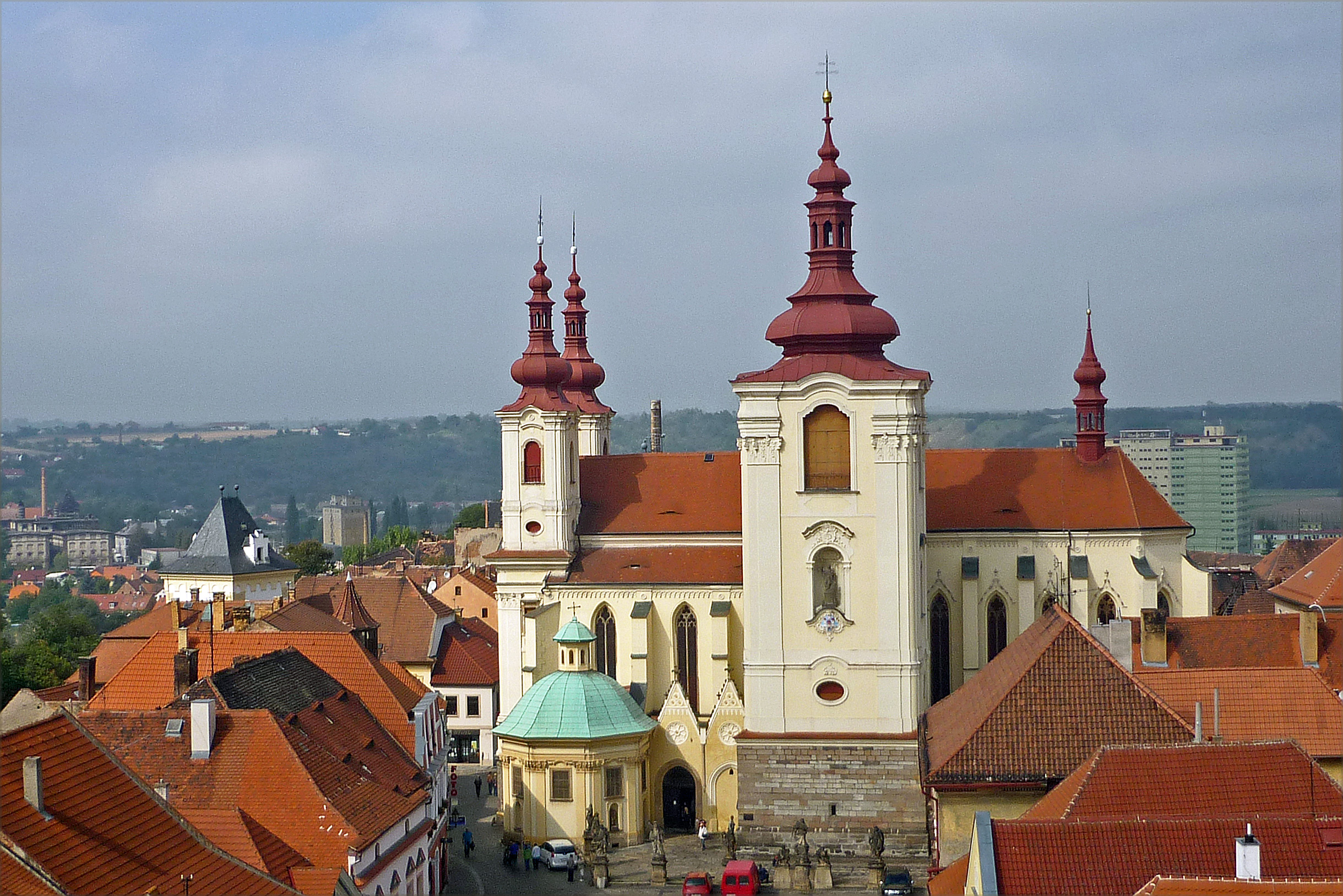
Dekanatskirche (Stadtpfarrkirche) von Žatec/Saaz

Die Dekanatskirche Mariä Himmelfahrt (auch Dekanalkirche) (tschechisch Děkanský kostel Nanebevzetí Panny Marie) ist ein denkmalgeschütztes Kirchengebäude in der nordböhmischen Stadt Žatec (Saaz). Der Sakralbau wurde zunächst als romanischer Bau im 13. Jahrhundert errichtet und danach als gotische Hallenkirche im 14. Jahrhundert neu erbaut. Sie steht an zentraler Stelle der Stadt am Hostalek-Platz, unmittelbar hinter dem Priestertor, dem früheren Hauptzugang zur Stadt. Die Kirche gehört zum römisch-katholischen Bistum Leitmeritz. Sie trägt das Patrozinium Mariä Aufnahme in den Himmel, das als Hochfest am 15. August gefeiert wird. In früheren Zeiten wurde auch das Portiunculafest am 2. August begangen.

## Geschichte

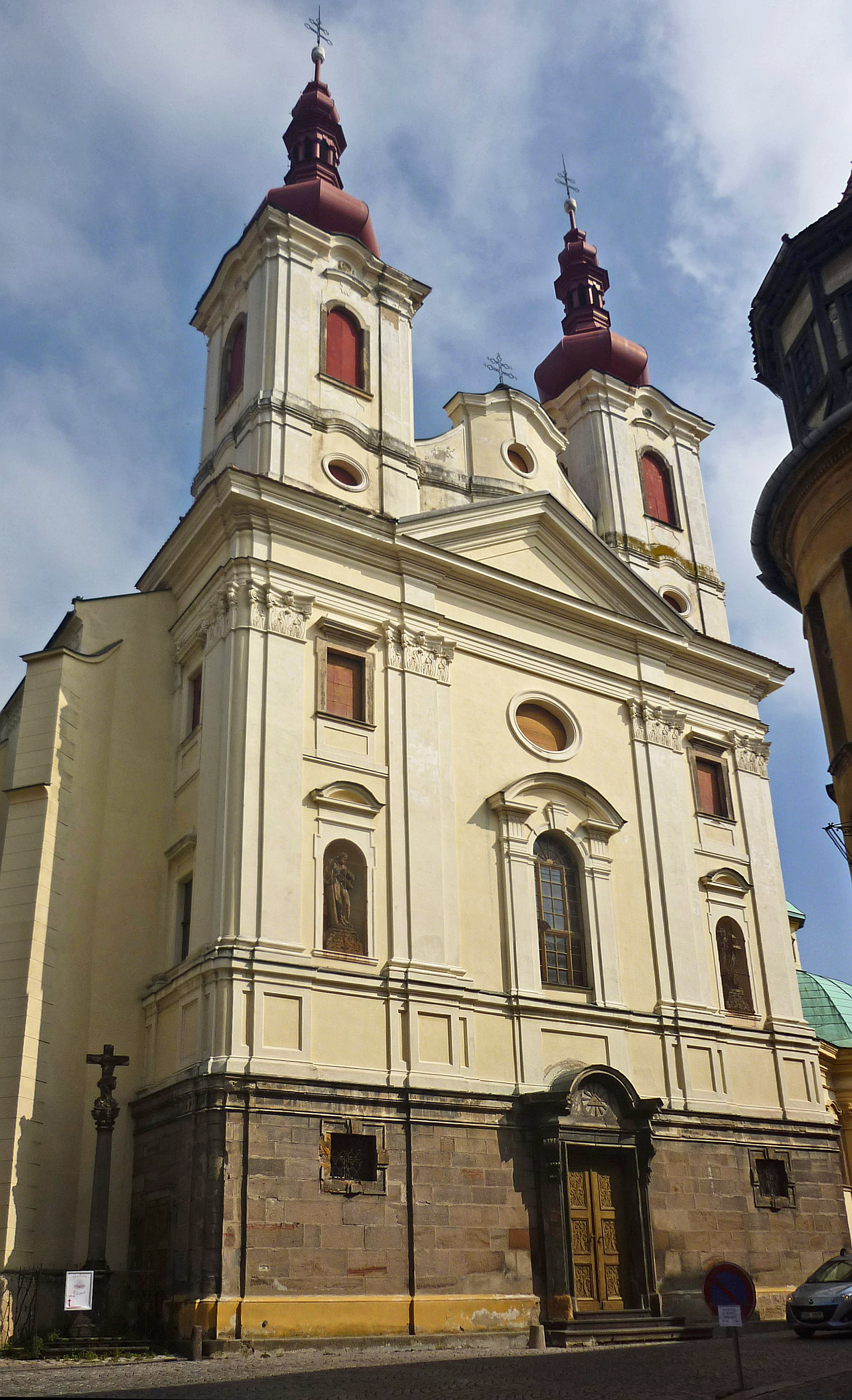
Westturm-Fassade der Kirche mit romanischem Mauerwerk

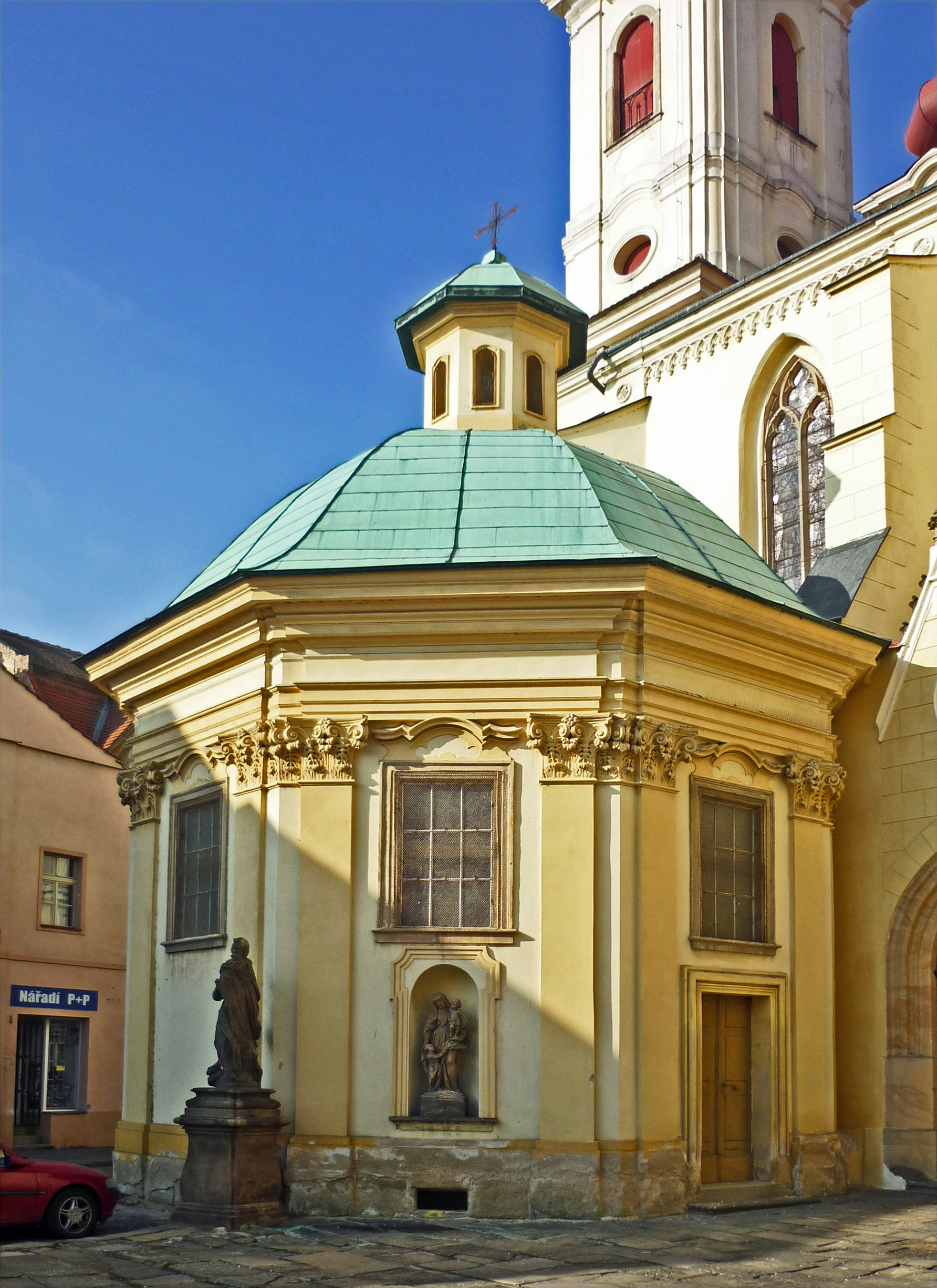
Kapelle des hl. Nepomuk an der Südwestecke der Kirche

Vermutlich war bei der Ersterwähnung des Ortes „Satzi“ im Jahre 1004 bereits eine Kirche vorhanden. Die heutige Kirche der Himmelfahrt der Jungfrau Maria steht an der Stelle einer ursprünglich spätromanischen  Basilika aus dem frühen 13. Jahrhundert (Baubeginn 1206).
In der Mitte des 14. Jahrhunderts (Baubeginn 1336) begann die Errichtung einer neuen gotischen Kirche, wobei im unteren Bereich der Türme an der Westfassade die Fundamente und das Mauerwerk des romanischen Baus in den neuen Bau einbezogen wurden. In den Jahren 1340–1370 beteiligten sich am Bau der Kirche auch Bauleute aus dem Umkreis der Prager Bauhütte des Dombaumeisters Peter Parler. Das gotische Mauerwerk ist in den Umfassungsmauern der Kirche, am  Presbyterium (Chorraum), am Glockenturm und an der Sakristei erhalten.
Im Jahr 1380 wurde der Grundstein für den Südturm (Glockenturm) gelegt. Dieser Turm wurde aber nur bis zur Hälfte vollendet, der obere Teil für die Aufnahme der Glocken wurde als Holzturm ausgeführt.
In den Jahren 1724–1728 wurde die achteckige Kapelle des hl. Johannes von Nepomuk an der Südseite angefügt.
Im Jahre 1738 fiel die Kirche einem Stadtbrand zum Opfer, wobei alle Glocken zerstört wurden. Betroffen waren außerdem die Dechantei, die Schule und zahlreiche Bürgerhäuser. Danach um 1740 begann der Wiederaufbau der barocken Westfassade als Doppelturmfassade wahrscheinlich unter Mitwirkung von Octavio Broggio. Durch ein Gutachten der Baumeister Octavio Broggio aus Leitmeritz und Kilian Ignaz Dientzenhofer aus Prag wurde der Einbau der Glocken in einem dieser Türme verworfen und dafür der Ausbau des bisher unvollendeten Glockenturms vorgeschlagen. Daraufhin wurde in den Jahren 1767 bis 1773 der ursprünglich hölzerne Glockenturm durch den massiven Südturm ersetzt (Baumeister Johann Paul Losch aus Saaz). Die Glocken, die 1768 in Prag gegossen worden waren, wurden 1773 hier aufgehängt.
In den Jahren 1833 bis 1836 wurde die nördliche und die südliche Friedhofsmauer neben der Kirche abgetragen.
Im Jahre 1840 wurde die Kirche erneut durch einen Brand beschädigt, wobei insbesondere das Dach, Teile des Kirchengewölbes und die Helme der Westturmfassade betroffen waren. Die äußere Erneuerung der Kirche wurde in den Jahren 1857/58 durch den Maurermeister Anton Grim (1811–1868) vorgenommen, dabei wurden die Helme der Doppeltürme erneuert und das Kirchendach neu eingedeckt. Danach begann 1866 die Innenrenovierung der Kirche.
In den Jahren 1893 bis 1898 erfolgte ein Umbau („Modernisierung“) der Kirche im historisierenden Stil der Neogotik, durch den der mittelalterliche Charakter der Kirche weitgehend verloren ging. Das südliche Portal wurde angehoben, einige Kirchenfenster wurden erhöht (d. h. nach unten verlängert) und ein neugotischer Fries an der Außenwand der Kirche angebracht. Es wurden neue Eingänge in die nördliche und südliche Vorhalle eingebaut und neue Fußbodenplatten verlegt. Die erneute Weihe der Kirche fand am 18. September 1898 durch Pater Aloysius Hanel statt.
Im Jahr 1927 wurden fünf neue Glocken, die in der Glockengiesserei Herold in Komotau gegossen worden sind, geweiht und im Glockenturm angebracht.
In den Jahren 1993–1994 erfolgte die Außenrenovierung der Kirche, die anschließende Rekonstruktion in den Jahren 2004 bis 2007 diente der Sicherung der Gewölbe und der Erneuerung und Ausmalung des Innenraums, einschl. der Gewölbe. Seit dem 3. Juni 2007 ist die Dekanatskirche Mariä Himmelfahrt wieder der Öffentlichkeit zugänglich.

## Architektur

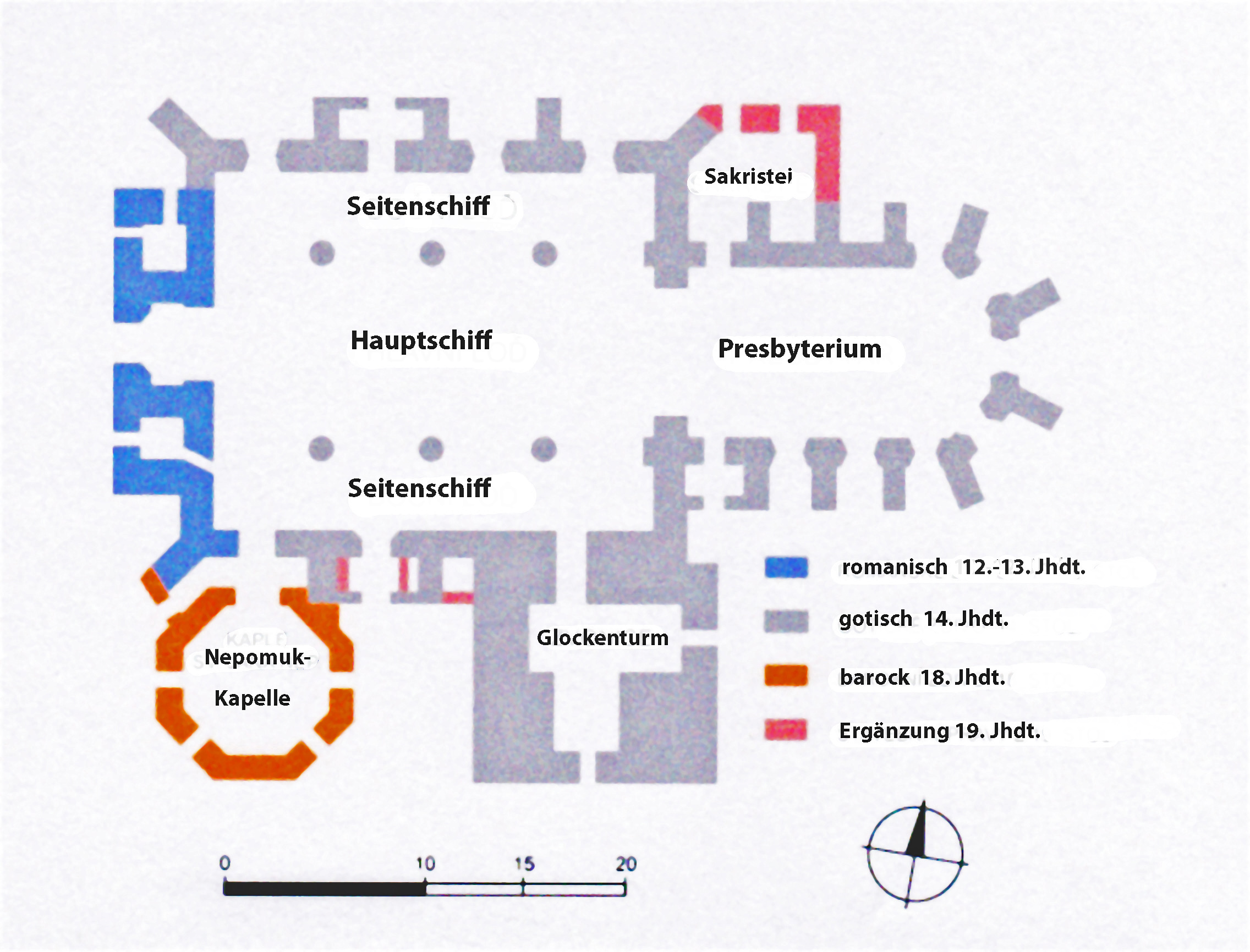
Grundriss der Kirche

Der Bau ist eine gotische Hallenkirche mit einem Hauptschiff und zwei schmaleren Seitenschiffen mit Kreuzrippengewölbe. Die Kirche besitzt ein Presbyterium (Chor) mit Kreuzrippengewölbe und polygonaler Apsis, eine Eingangshalle und eine Sakristei an der Nordseite der Kirche. An der Westseite der Kirche befindet sich eine barocke Zweiturmfassade mit dem Hauptportal und darüber liegendem Dreiecksgiebel zwischen den Türmen.
An der Südseite der Kirche steht der Glockenturm, der durch Pilaster an den Ecken gegliedert wird und eine gebauchte Turmhaube besitzt. An der Südwestecke der Kirche ist eine polygonale Kapelle des hl. Johannes von Nepomuk angebaut, in der sich eine Gruft befindet. Sie ist mit Außen- und Innenwandpfeilern und einer gewölbten Kuppel mit Laterne versehen.
Die Wandmalereien im Kirchenraum und im Presbyterium stammen von L. Reimboth. Die Fresken in der Kuppel der Nepomuk-Kapelle mit Szenen aus dem Leben des hl. Johannes von Nepomuk hat Josef Anton Gentsch (Jentsch) geschaffen.
Das fragmentarische Fresko an der Wand des Südportals (1747) wurde im 19. Jahrhundert ausgebessert. Die Glasfenster im Kirchenraum stammen aus dem späten 19. Jhdt. und wurden nach Entwürfen von Prof. Baum durch die Firma Tschörner ausgeführt.

## Ausstattung der Kirche

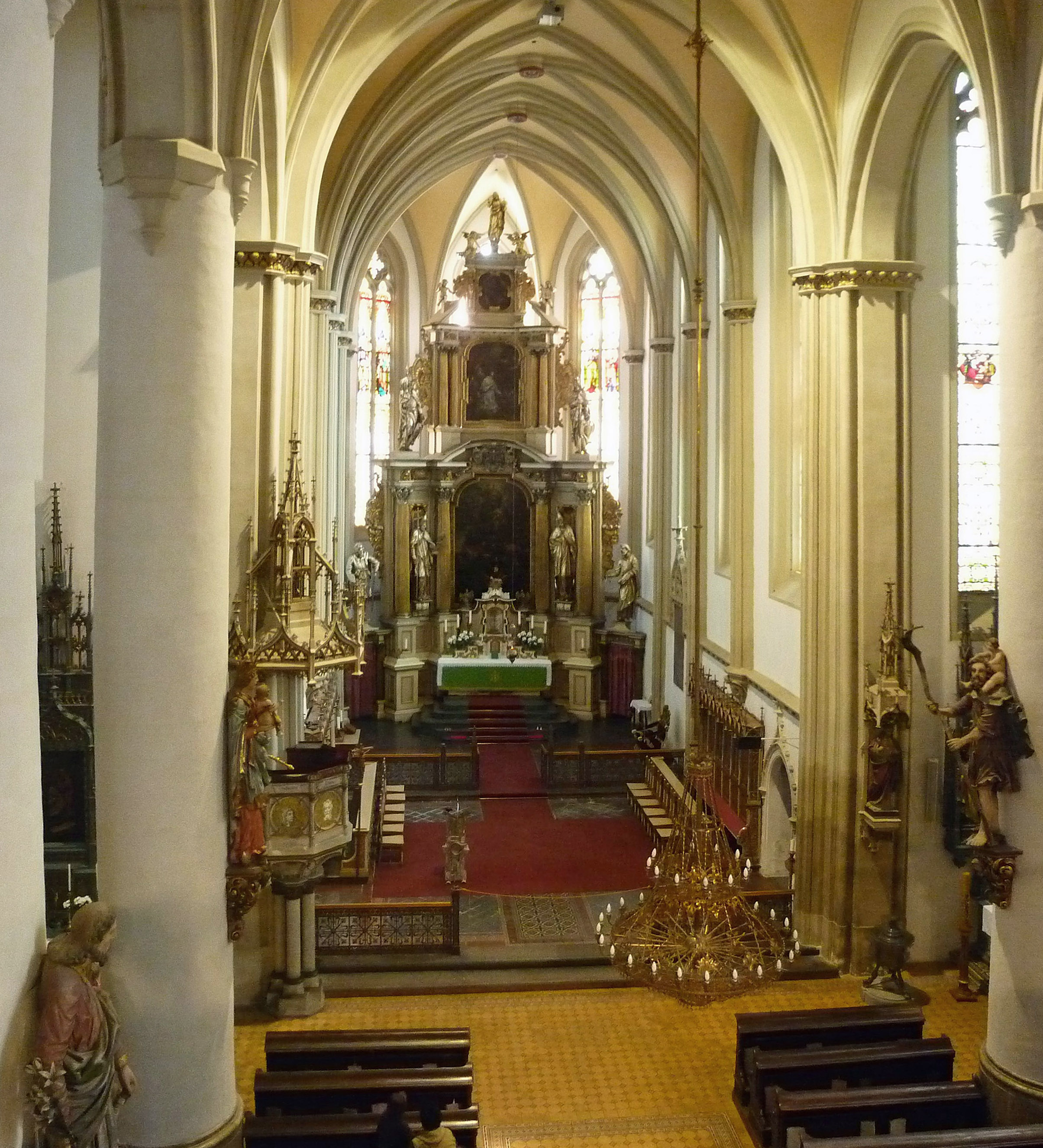
Kirchenraum der Dekanatskirche

### Altäre
Der Hauptaltar mit den frühbarocken Statuen der Hl. Peter und Paul, des hl. Norbert, des hl. Augustinus, des hl. Sigismund und des hl. Wenzel stammt von Veit Styrl (1670), das Altargemälde Mariä Himmelfahrt von Anton Stevens von Steinfels (1668, restauriert 1838 in Wien), darüber befinden sich die Gemälde des hl. Norbert und von Gottvater.
Die Seitenaltäre wurden im Rahmen der Erneuerung (1894) durch vier neogotische Altäre ersetzt:
- Annen-Altar mit barockem Gemälde der hl. Anna (1699)
- Katharinen-Altar mit frühbarockem Gemälde der Enthauptung der hl. Katharina (1661)
- Marienaltar mit barockem Gemälde der Schmerzensmutter (1737)
- Dreifaltigkeitsaltar mit Gemälde von Wilhelm Kandler (1866)

Der Altar des hl. Josef wurde bei dieser Renovierung entfernt und nicht wieder aufgestellt.

### Statuen
An den Säulen im Kirchenschiff befinden sich die frühbarocken Statuen des hl. Christophorus (1664), des hl. Veit (1665), der Madonna (1664), des hl. Josef (1664) und des hl. Sigismund (1665) von Veit Styrl, sowie ein frühbarocker Kalvarienberg in Lebensgröße (1666) auf einem neueren Sockel (mit einer Inschrift für die Gefallenen des Ersten Weltkriegs).
Das zinnerne Barock-Taufbecken von J. Götzer stammt aus dem Jahr 1716. Die Kanzel mit dem Zeitenrad der Ewigkeit aus dem Jahr 1890 wurde im Jahre 1936 restauriert.
Die Kreuzwegstationen (1949/50) aus Lindenholz (vergoldet) wurden unter dem Erzdechanten Gerlak Josef Mazal vom akademischen Bildhauer František Rada (1910–1979), die Vergoldungsarbeiten von Ladislav Kozáni aus Jihlava ausgeführt. Die Stifter Gerlak Mazal und Josef Bedřich sind in der letzten (14.) Station als Josef von Arimathäa und Nikodemus realistisch porträtiert.

### Orgel
Die gotische Kirche war bereits im 14. Jahrhundert mit einer Orgel ausgestattet. Die erste Orgel, deren Erbauer bekannt ist, erklang 1629 in der Kirche. Es war eine Arbeit des Orgelbaumeisters Jacob Schedlich aus Joachimsthal. Am Ende des 17. Jahrhunderts wird der Orgelbauer Johann Caspar Neumann aus Tetschen genannt, der in verschiedenen Städten in Nordböhmen gearbeitet hat. Als Organist wird Andreas Franz Kohout genannt, der in Saaz von 1716 bis 1726 gewirkt hat.
Eine größere zweimanualige Orgel ist 1727/28 von der Stadt bestellt und vom Orgelbauer Johann Wenzel Starck aus Elbogen eingebaut worden. In den Jahren 1829 bis 1830 wird diese Orgel von den Orgelbauern Franz und Josef Gröbl aus Kaaden in zwei symmetrische Flügel aufgeteilt, mit einem neuen Spieltisch und neuer Mechanik versehen. Dabei wird das barocke Aussehen in ein klassizistisches Erscheinungsbild verändert. Im Jahre 1872 erfolgte eine Restaurierung der Orgel durch die Orgelbauer Ferdinand und Karl Guth aus Čistá u Rakovníka.
Im Jahr 1898 wurde von Martin Zaus (1861–1905) aus Eger eine neue Orgel in der Kirche eingebaut, die aber bereits 1904 durch die Prager Orgelbaufirma Heinrich Schiffner (1853–1938) umgebaut und erweitert wurde. Spätere Umbauten erfolgten durch die Orgelbaufirmen Rieger aus Jägerndorf und die Firma Hauser aus Turn bei Teplitz. Im Jahre 1993 erfolgte eine Renovierung durch die Prager Orgelbauwerkstatt Vít Čespíro.
Die Orgel der Saazer Dekanatskirche gehört zu den großen und hochwertigen romantischen Orgeln. Sie wird als technisches Denkmal gepflegt und auch für Konzerte verwendet.

## Dechanten an der Dekanatskirche „Mariä Himmelfahrt“
Die Pfarrer bzw. Dechanten der Saazer Hauptpfarrkirche kamen aus dem königlichen Prämonstratenserstift Strahov. Nach 1420 waren die Pfarrer hussitisch, danach utraquistisch bzw. später protestantisch. Durch ein Edikt von Kaiser Ferdinand II. wurde die Stadt ab 1622 wieder römisch-katholisch.
Im Jahr 1710 war der Streit über das Patronats- und Kollaturrecht zwischen der Stadt Saaz und dem Kloster Strahov zugunsten der Stadt entschieden worden, d. h. der Magistrat der Stadt hatte das Ernennungsrecht für die Dechanten (Dekane) der Stadtpfarrkirche. Liste der Dechanten:
- 1536–1578 Matthäus Lausky († 1578), evang. Dechant
- 1585–1593 Valentin Schubar († 1594), evang. Dechant
- 1607–1609 Zacharias Bruncwik († 1633), evang. Dechant
- ab 1622 P. Balthasar, Administrator
- 1628 P. Andreas Mirecus, erster röm.-kathol. Dechant seit 1420
- 1633–1635 P. Tobias Stampach († 1647),
- 1657–1670 P. Laurentius Johann Molitoris († 1670),
- 1778–1780 P. Raimund Melzer († 1780)
- 1780–1804 P. Liber Leopold Schirl (1747–1804)
- 1804–1831 P. Theophil Franz Singer (1760–1831)
- 1832–1861 P. Norbert Josef Oßwald (1801–1868)
- 1862–1865 P. Aegidius Christof Kaiser
- 1865–1870 P. Casimir Gebauer († 1870)
- 1870 – nach 1902 P. Aloysius Josef Hanel (* 1829)
- bis 1945 P. Ignaz Josef Preiß (1870–1966), Erzdechant
- 1945–1956 Gerlak Josef Mazal (1863–1962), Erzdechant
- 1956–1964 Ignác Stodůlka (1903–1964), Administrator
- 1964–1969 P. František Kolář (1915–1980), Administrator
- 1969–1998 P. Hroznata Jan Svatek, Dechant
- seit 1998 P. Augustin Josef Špaček, Administrator

## Statuen an der Kirche

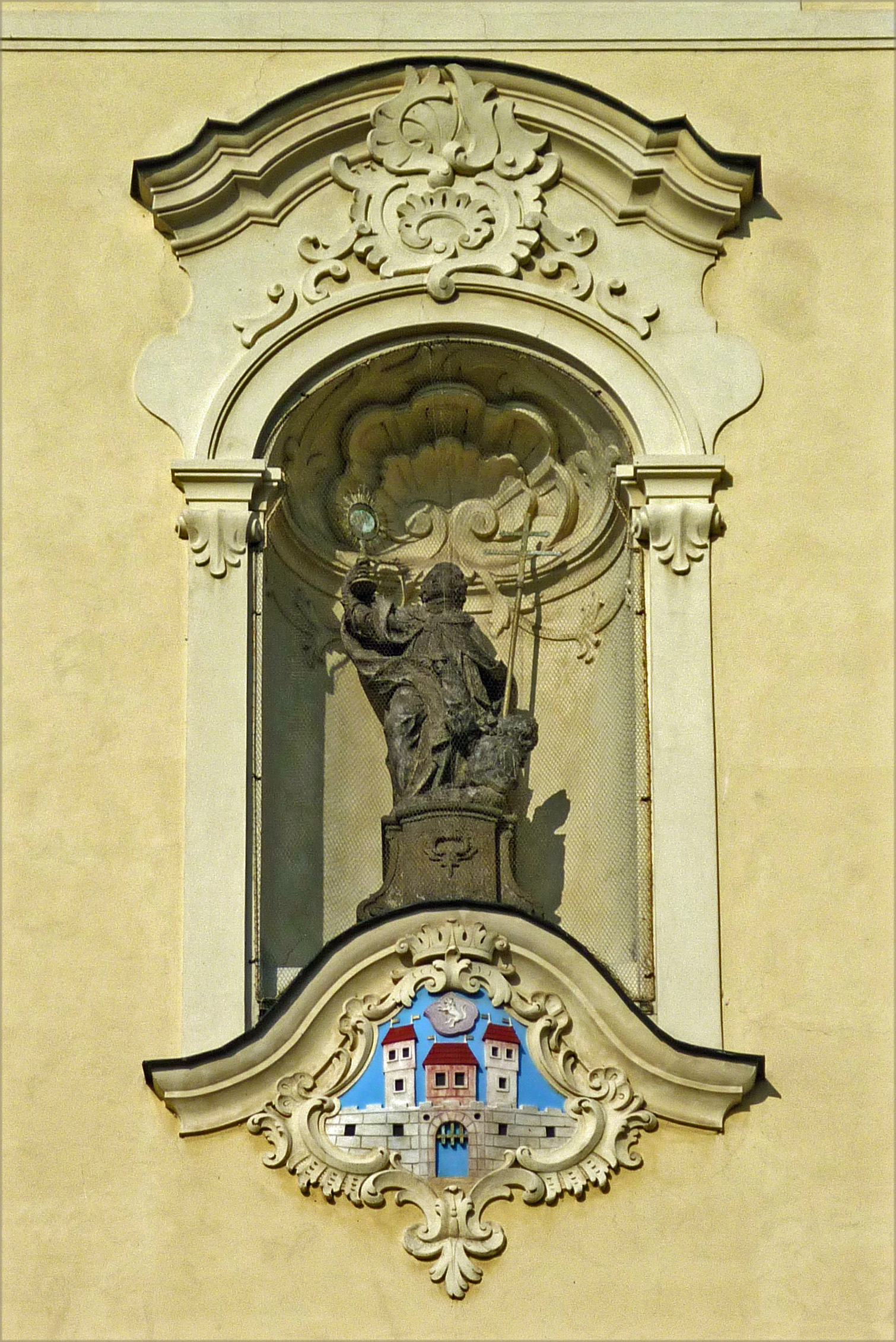
Skulptur des hl. Norbert und das Stadtwappen am Glockenturm der Kirche

Oberhalb des Haupteingangs an der Westseite der Kirche sind die Statuen des hl. Judas Thaddäus und des hl. Johannes Nepomuk angeordnet.
Am Glockenturm befindet sich die Skulptur des hl. Norbert und das Stadtwappen, an der südlichen Außenwand der Nepomuk-Kapelle die Skulptur der Anna selbdritt (hl. Anna, Maria und Jesuskind).
Die meisten Statuen, die neben der Kirche stehen, wurden in den Jahren 1728–1729 vom Saazer Bildhauer Johann Karl Vetter geschaffen. Südlich der Kirche befinden sich die Statuen der hl. Maria Magdalena, des hl. Johannes Nepomuk, der Hl. Peter und Paul, des hl. Norbert, der Immaculata, des hl. Judas Thaddäus und des hl. Franz von Assisi, an der Nordseite der Kirche die Statuen des hl. Wenzel und der hl. Afra.
Im Pfarrhaus (Dekanat), einem Bau aus dem 18. Jhdt. neben der Kirche, haben sich im Hausflur Fresken aus dem Leben des Hl. Nepomuk von Franz Siard von Nossek erhalten, an der Außenwand eine Wandskulptur des hl. Nepomuk.

## Nutzung
Die Kirche wird als Stadtpfarrkirche genutzt, die Messen finden sonntags um 8 und 10 Uhr statt. Als Administrator wirkt seit 1998 Pater Augustin Josef Špaček, O. Praem. Die Dekanatskirche gehört jetzt wieder zu den architektonischen Schätzen der Stadt Žatec.